# 阿鲁河畔圣迪迪耶
阿魯河畔圣迪迪耶（法語：Saint-Didier-sur-Arroux，法語發音：[sɛ̃ didje syʁ aʁu]）是法国索恩-卢瓦尔省的一个市镇，属于欧坦区。

## 地理
阿鲁河畔圣迪迪耶（46°50'0"N, 4°6'55"E）面积27.94 平方千米，位于法国勃艮第-弗朗什-孔泰大區索恩-卢瓦尔省，该省份为法国中部省份，北起顺时针与科多尔省、汝拉省、安省、罗讷省、卢瓦尔省、阿列省和涅夫勒省接壤。
与阿鲁河畔圣迪迪耶接壤的市镇（或旧市镇、城区）包括：拉科梅勒、吕济、米耶、普瓦勒、阿鲁河畔埃唐、阿鲁河畔蒂勒。

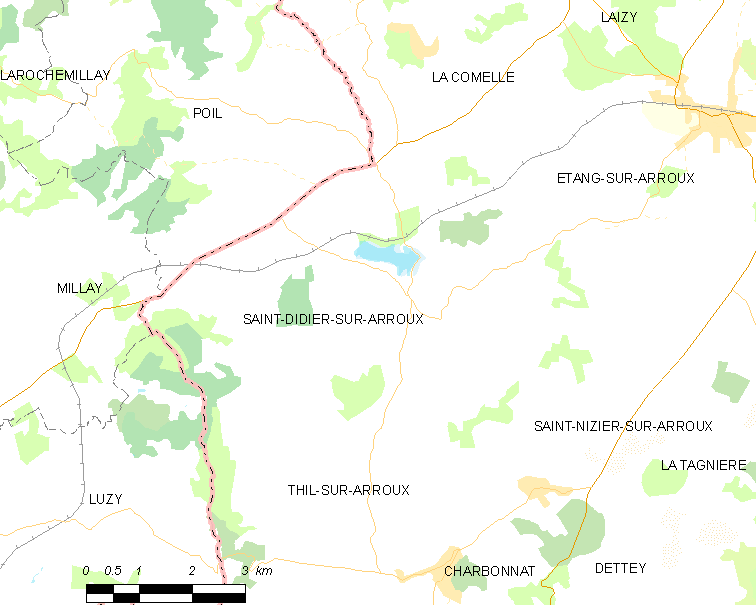
阿鲁河畔圣迪迪耶的OSM定位图

阿鲁河畔圣迪迪耶的时区为UTC+01:00、UTC+02:00（夏令时）。

## 行政
阿鲁河畔圣迪迪耶的邮政编码为71190，INSEE市镇编码为71407。

## 政治
阿鲁河畔圣迪迪耶所属的省级选区为欧坦第二县。

## 人口

1962-2008年间阿鲁河畔圣迪迪耶人口变化图示

阿鲁河畔圣迪迪耶于2022年1月1日时的人口数量为223人。